# Зимовий карнавал у Квебеку
Квебекський зимовий карнавал (фр. Carnaval de Québec), широко відомий як англійською, так і французькою як Карнавал, є передпостним фестивалем, який проводиться у Квебеку. Після проведення з перервами з 1894 року Карнавал у Квебеку відзначається щорічно з 1955 року. Того року Bonhomme Carnaval, талісман фестивалю, уперше з'явився. До одного мільйона людей відвідали Квебекський карнавал у 2006 році, що зробило його на той час найбільшим зимовим фестивалем у світі (відтоді як його потіснив Харбінський фестиваль). Однак це найбільший зимовий фестиваль у Західній півкулі.

## Заходи та принади
Найвідоміші визначні принади цього зимового фестивалю — нічні та денні паради під проводом талісмана Bonhomme Carnaval. Паради проходять через верхнє місто, прикрашене з цієї нагоди вогнями та крижаними скульптурами.
Численні публічні та приватні вечірки, шоу та бали проводяться по всьому місту, деякі з них просто неба в лютий мороз, що свідчить про легендарну радість життя жителів Квебеку.
Інші важливі події:
- Бал-маскарад із до 400 учасників у великому бальному залі Шато-Фронтенак.
- Церемонії відкриття та закриття відбуваються в Льодовому палаці перед тисячами учасників, Бономом і мером Квебеку.
- Спортивні заходи на відкритому повітрі (катання на сноуборді, каное, снігоступах, хокей, катання на собачих упряжках тощо, деякі з них є частиною турнірів Чемпіонату світу) у місті та за його межами.
- Безкоштовні громадські бенкети на свіжому повітрі (пізній сніданок, сніданок тощо.).
- Канадські, квебекські, міжнародні та студентські конкурси снігових скульптур на полях Авраама, головному місці карнавалу. Поля — це громадський міський парк, який під час карнавалу залишається відкритим для дозвілля, зокрема для прогулянок на снігоступах і трас для бігових лиж. Частина полів навколо Цитаделі перетворюється на відкритий зимовий парк розваг із різними сімейними тематичними заходами, включно з показом трьох основних змагань зі снігової скульптури (провінції Канади, регіони Квебеку, міжнародні) і традиційний захід у сніжній ванні в бікіні (bain de neige).

Танцювальні вечірки просто неба проводяться в Льодових палацах.
- У кіосках та інших торгових точках міста продається тег із зображенням Bonhomme, який дає змогу відвідувати більшість заходів, хоча деякі з них безкоштовні за межами основного майданчика.
- Більшість комерційних головних вулиць прикрашені, а деякі бари та ресторани створюють зимовий дворик перед своїми закладами.
- Bonhomme — скорочення від bonhomme de neige («сніговик») — офіційний посол урочистостей, володар замку Льодового палацу. Бонома описують як сніговика заввишки сім футів, вагою чотириста фунтів, у червоній шапочці, чорних ґудзиках і пов'язаній сукні, яка вказує на франко-канадський та метиський стиль одягу.[6]
- Традиційно вживають Карибу, гарячий алкогольний напій, щоб зігрітися.
- Публічний аукціон — це захід зі збору коштів на допомогу карнавалу. На цьому аукціоні представлено багато товарів і послуг, пожертвуваних для тихого аукціону та аукціону в реальному часі.

## Застілля та ресторани
- Обід бізнес-лідерів, організований Торговою палатою міста Квебек.
- Кампанія «Restaurant Partners» — це 179-денна рекламна акція, протягом якої ресторани Квебеку пропонують клієнтам спеціальне меню за фіксованою ціною протягом усього карнавалу (зокрема закуски, суп або салат, основну страву та десерт).

## Перегони та турніри
- Перегони на санях, у яких візники та їхні коні беруть участь у перегонах одно- та двозапряжних на полях Авраама.
- Перегони на каное на річці Святого Лаврентія.
- Квебекський міжнародний турнір з хокею Пі-Ві був заснований у 1960 році Жераром Болдюком, Полем Дюмоном та іншими, був частиною програми до 1977 року.[7][8]
- Кубок світу зі сноуборду у Квебеку (не входить в офіційну програму карнавалу).

## Галерея

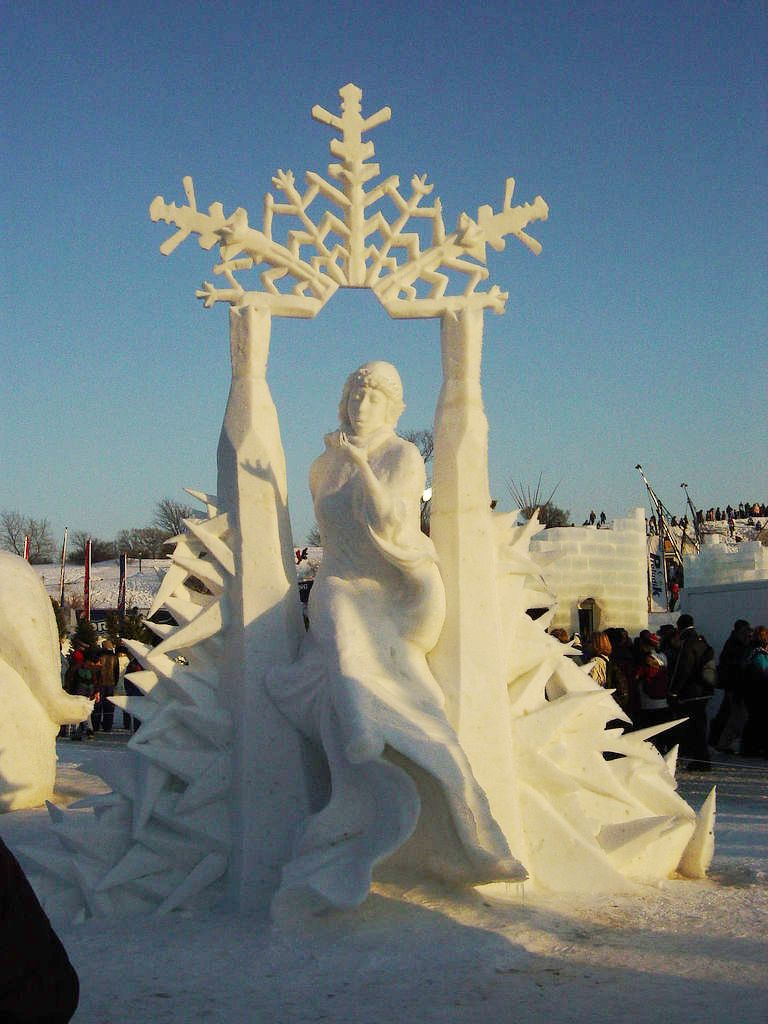
Снігова скульптура (2005)
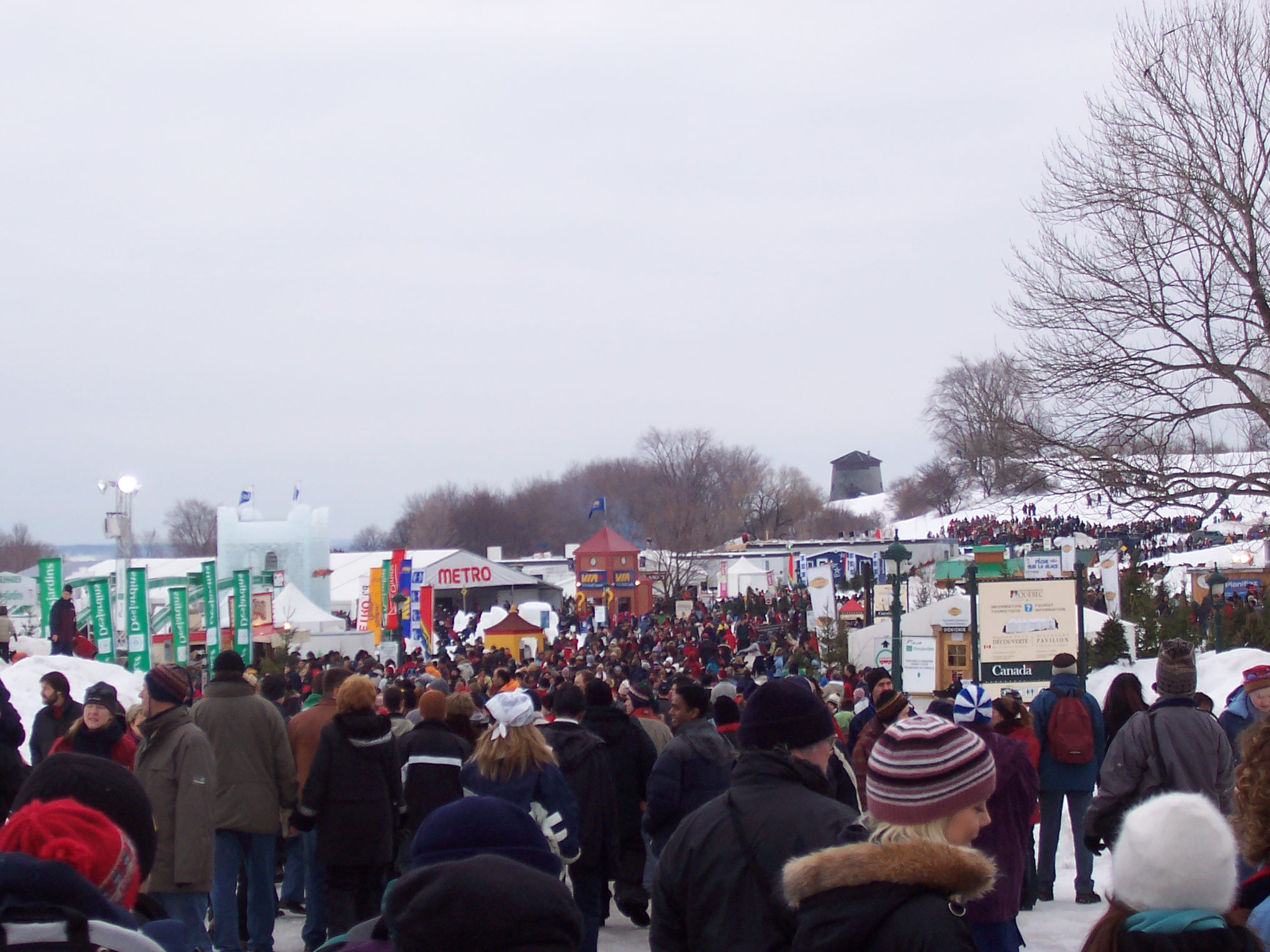
Сімейний захід (2006)
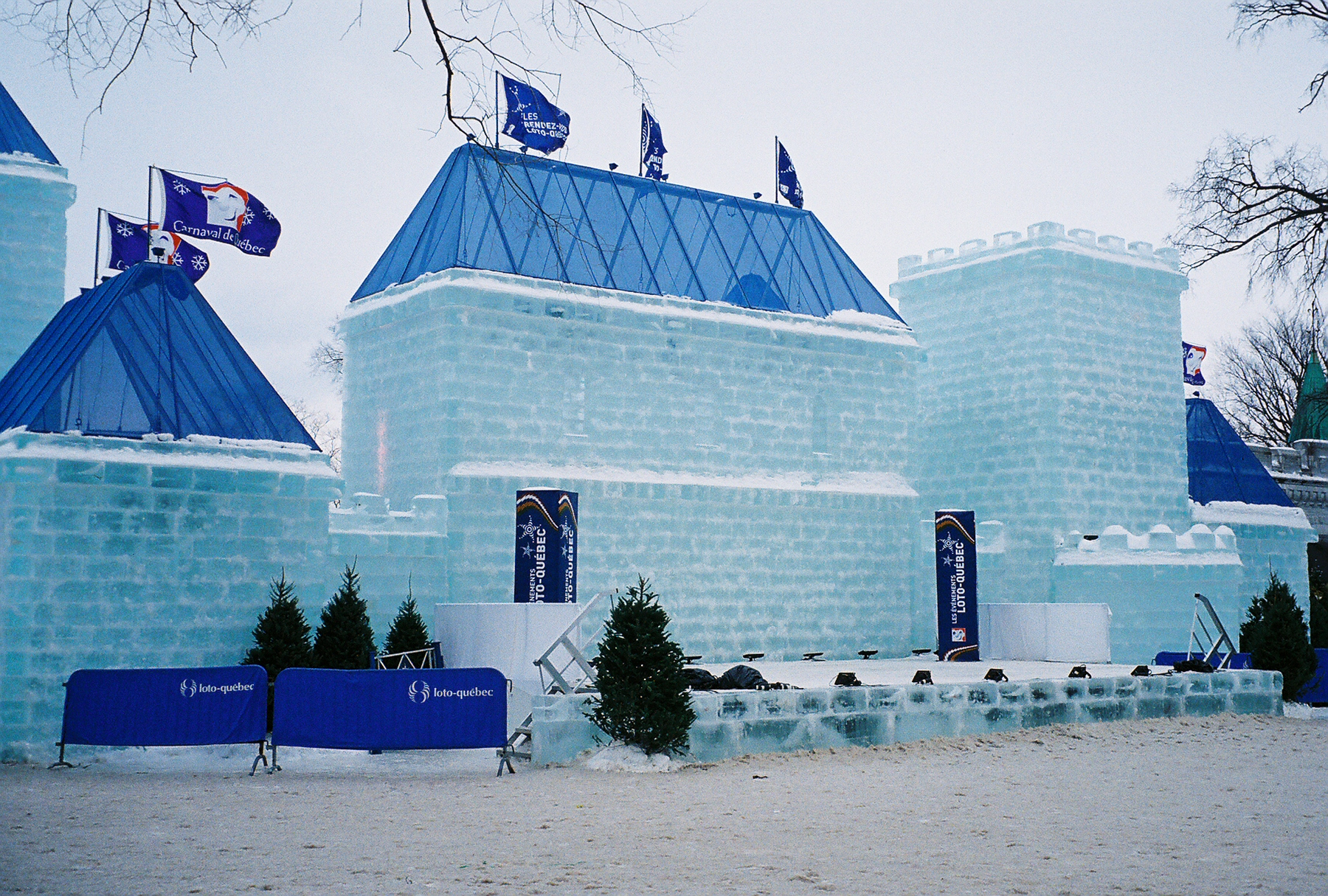
Льодовий палац (2009)
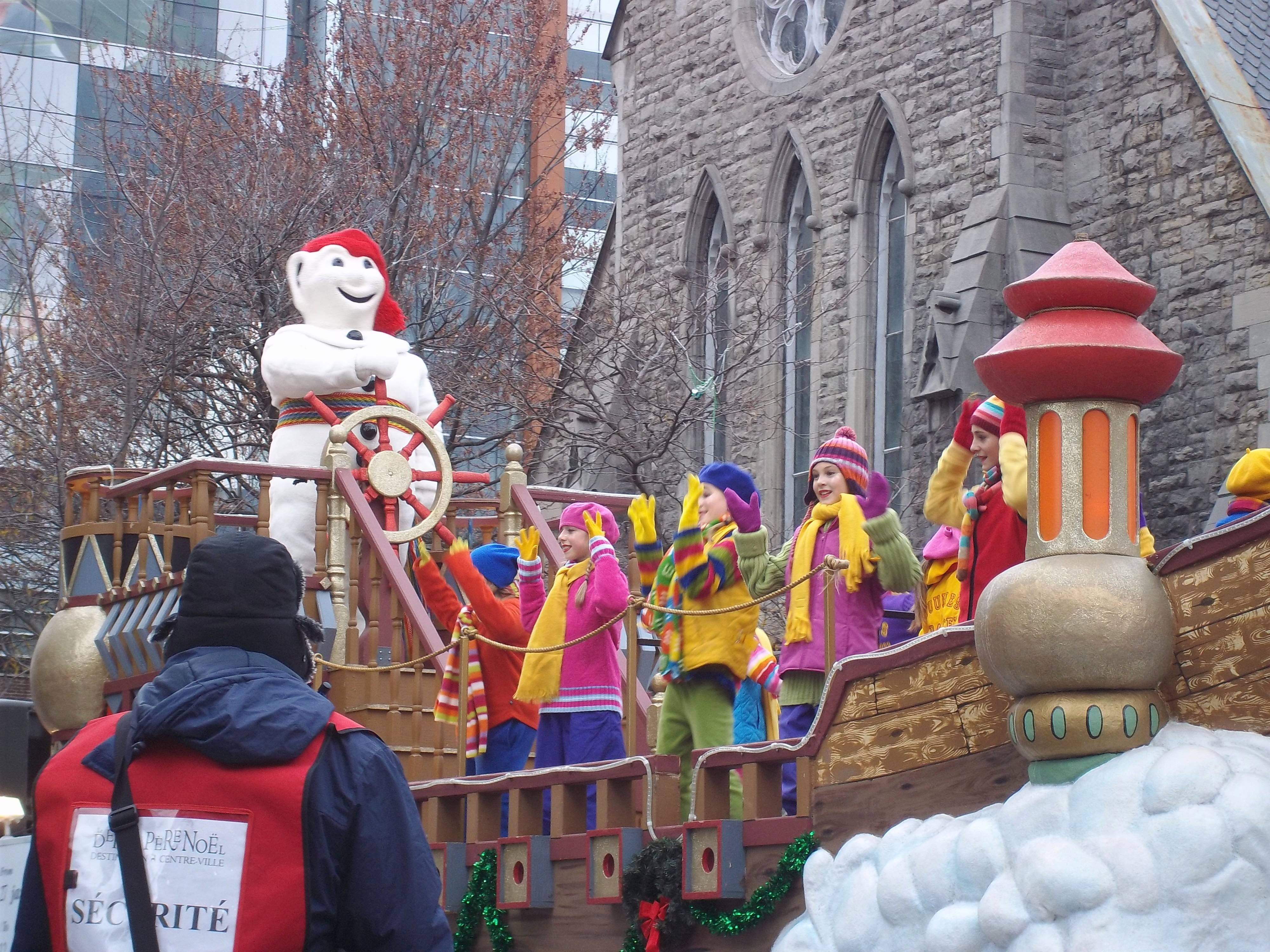
Парад у Монреалі (2011)
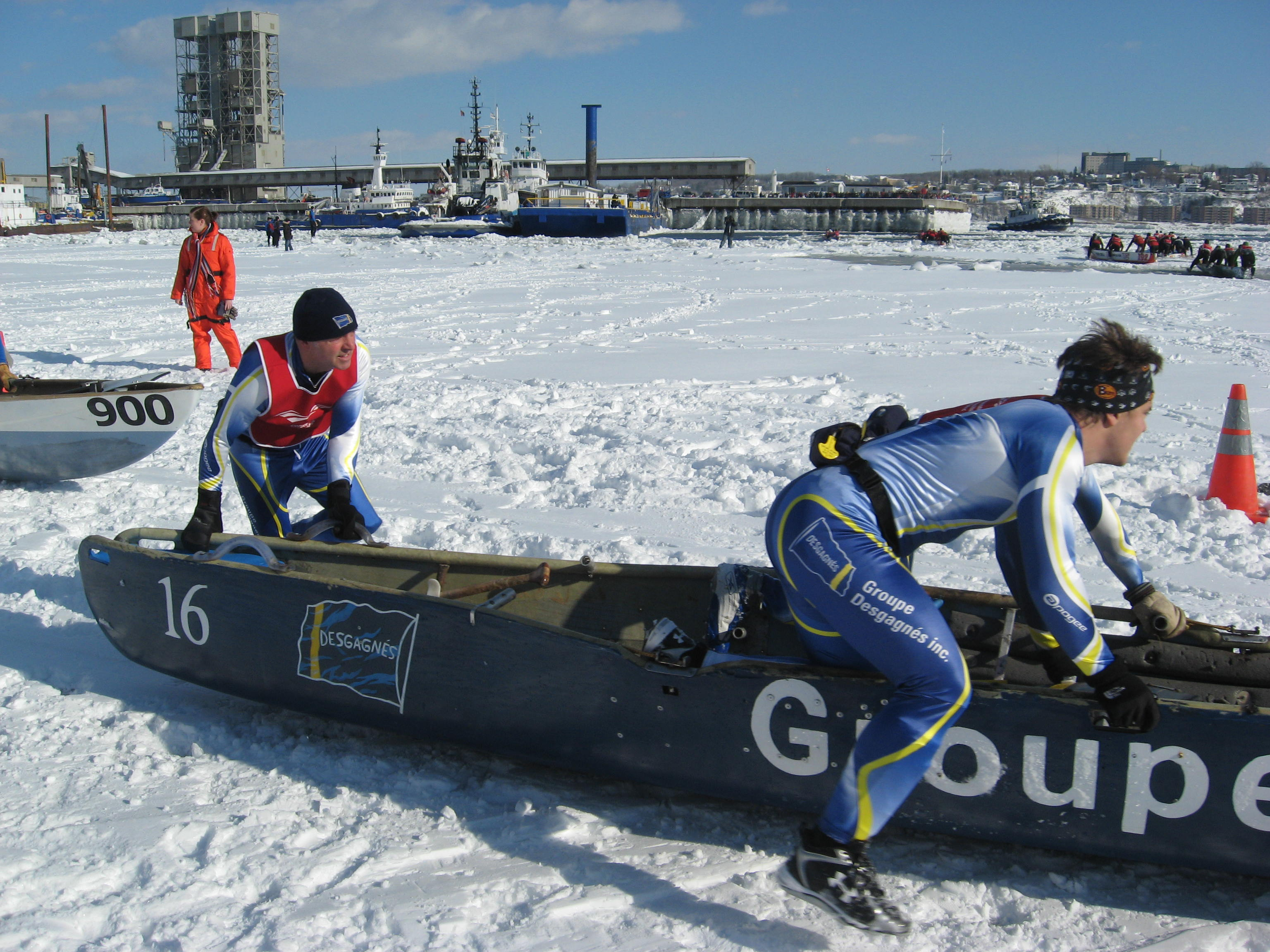
Перегони на каное (2011)
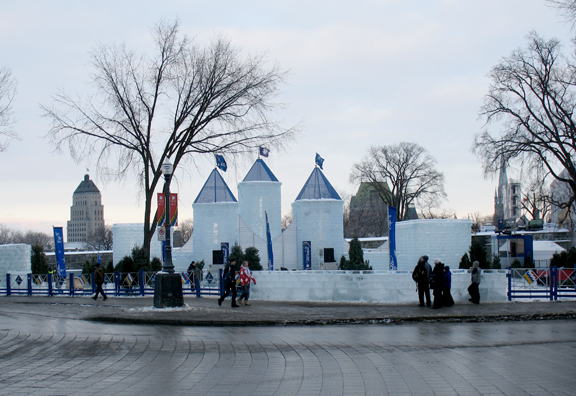
Льодовий палац (2011)
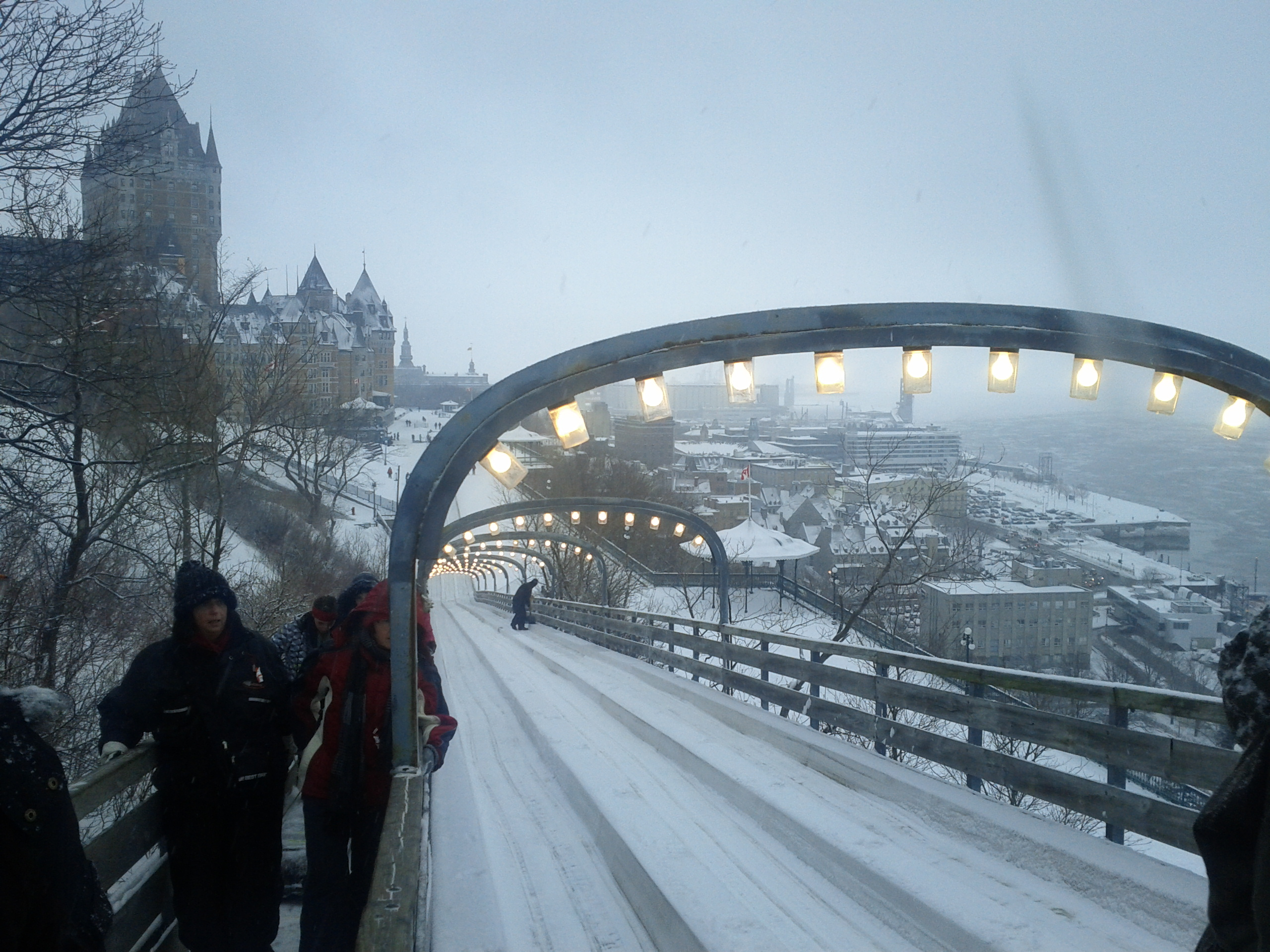
Санки на Terrasse Dufferin
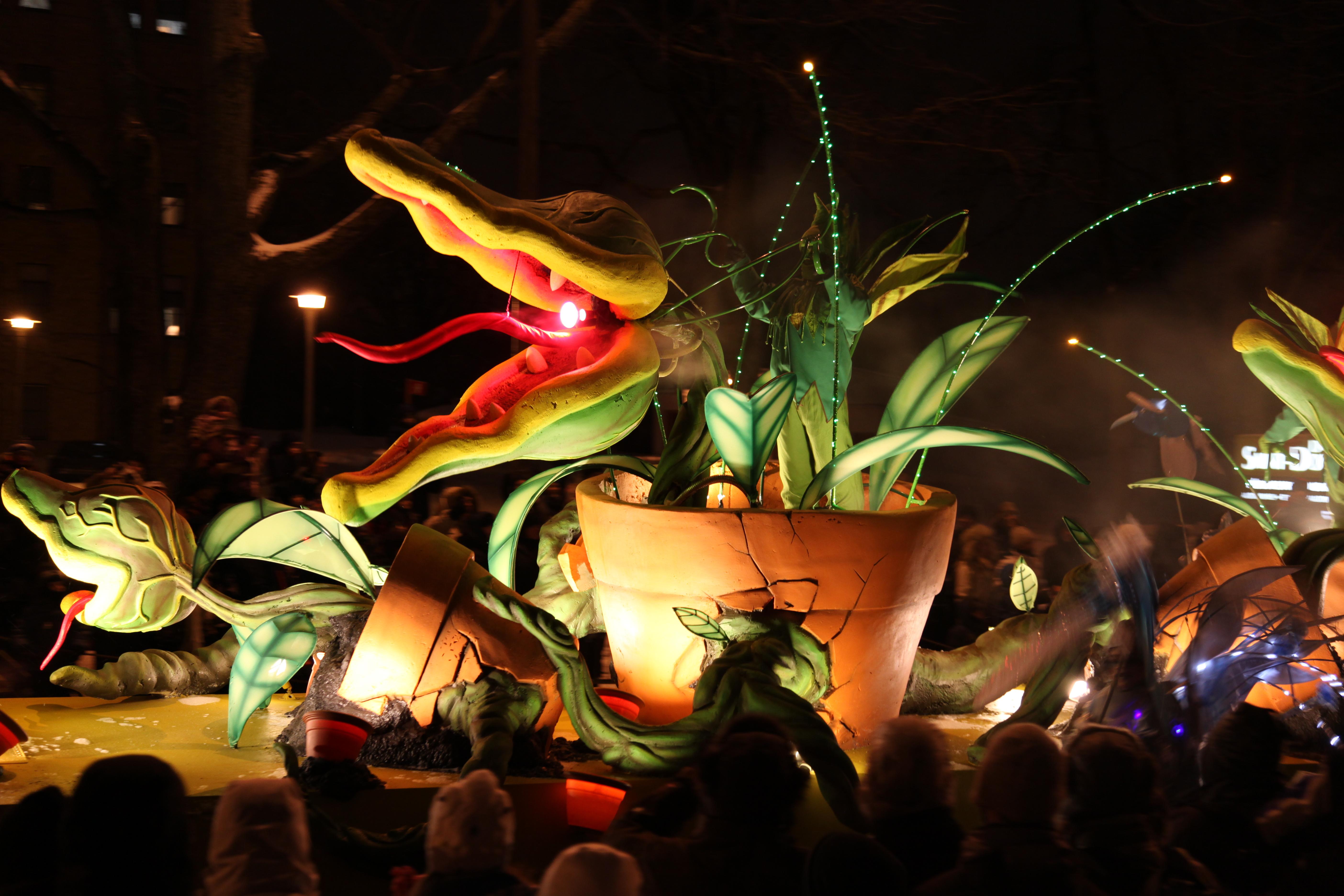
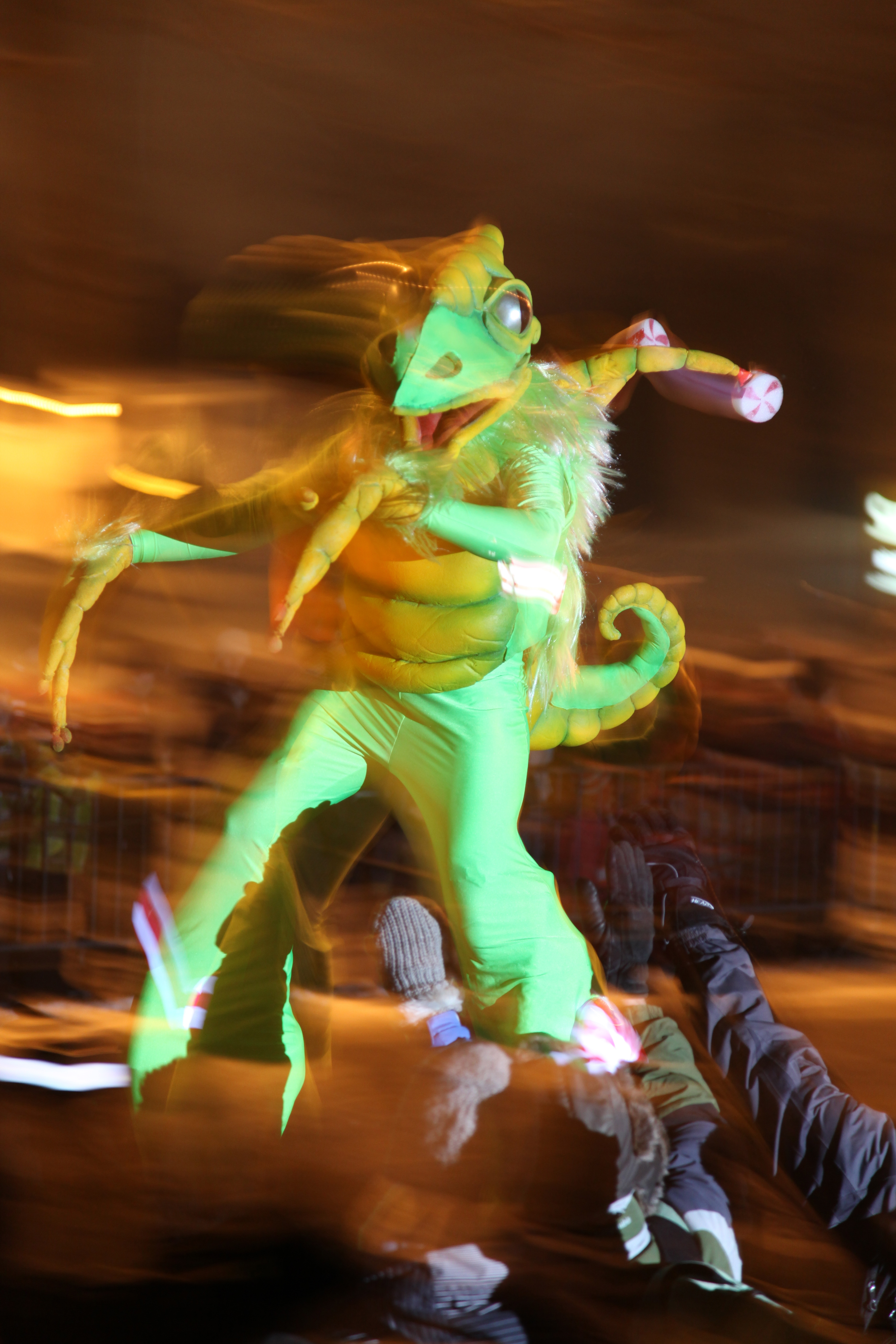